# Sciopero delle piscinine

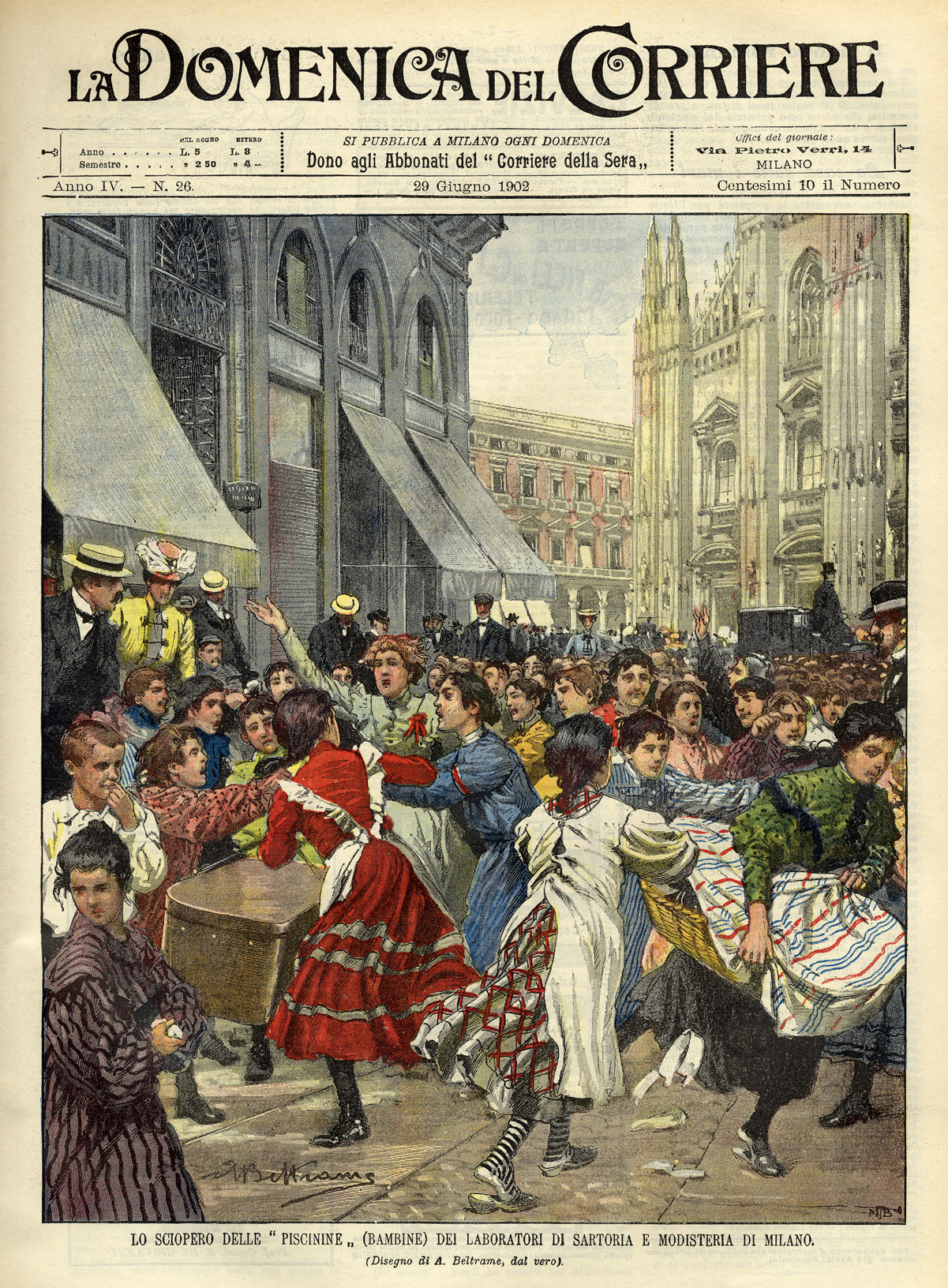
Sciopero delle Piscinine

Lo sciopero delle piscinine del 1902 fu una protesta collettiva, ideata e organizzata da bambine e ragazze tra i 6 e i 14 anni (sebbene alcune fonti indichino una fascia d'età più ristretta, tra i 7 e i 13 anni) impiegate a vario titolo nelle sartorie milanesi, con le funzioni di corrieri e di aiutanti.

## Contesto
All'inizio del XX secolo, l'Italia stava attraversando una fase di intensa mobilitazione sociale, caratterizzata da un crescente attivismo delle classi lavoratrici, sia adulte che minorili. Questo periodo fu segnato da un aumento delle proteste e degli scioperi, spesso in risposta a condizioni di lavoro estremamente dure, salari bassi e mancanza di tutele.

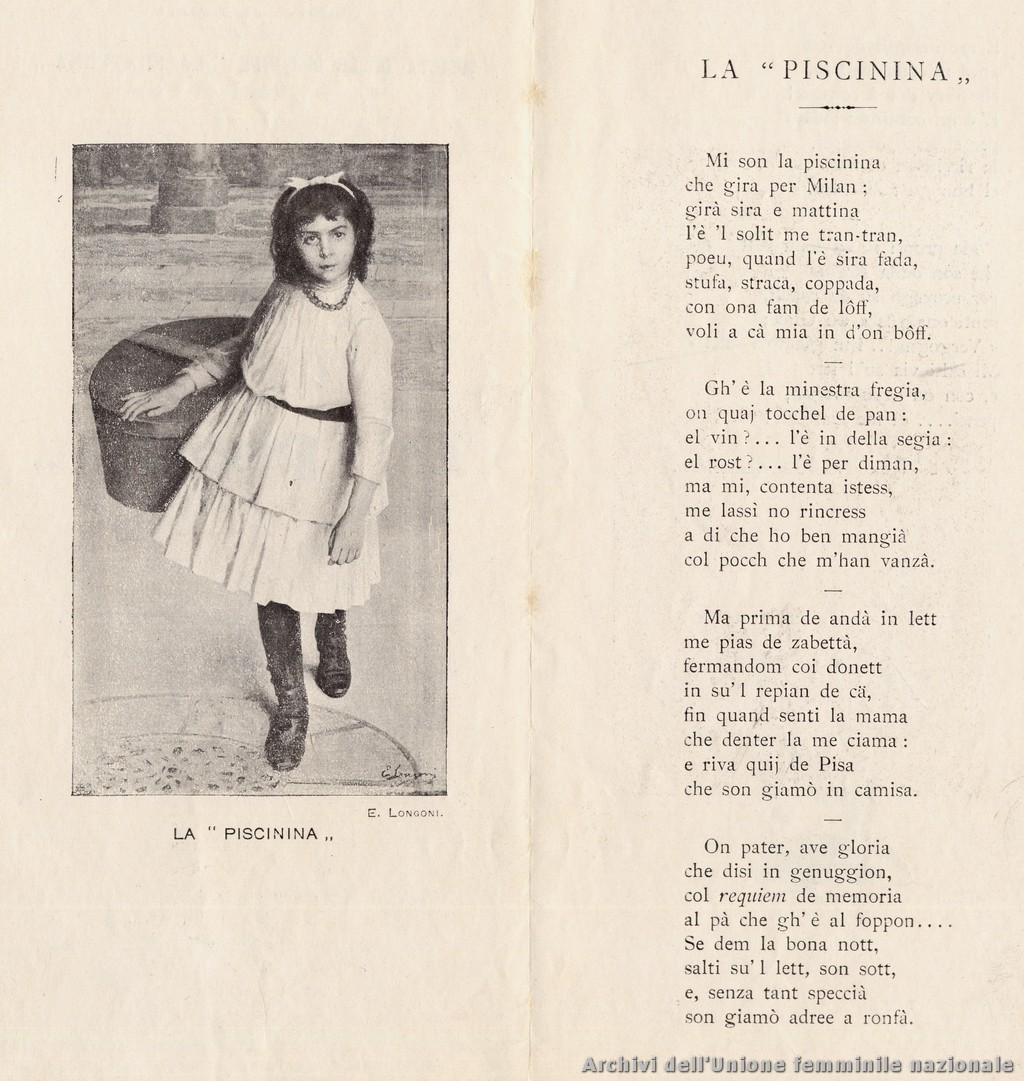
La Piscinina, Poesia - Unione Femminile Nazionale

La figura della piscinina (letteralmente "piccoline" in dialetto milanese) risulta emblematica delle condizioni lavorative minorili nell'Italia post-unitaria, caratterizzate da sfruttamento e mancanza di diritti. La rappresentazione più celebre della Piscinina si deve all'artista italiano Emilio Longoni che, nel ritrarre una bambina intenta a trasportare un pacco, confermava la volontà di usare la propria arte come strumento di comunicazione politica, denunciando le disparità sociali lo sfruttamento e la miseria delle classi subalterne milanesi. Ersilia Bronzini le ritrae così sulle pagine dell'Unione femminile:
(Ersilia Bronzini, «La Piscinina», in Unione Femminile, 3-4/1901, p. 2)
Parallelamente, nel settore minerario, i lavoratori vivevano condizioni di lavoro estremamente pericolose, percependo salari inadeguati. In Sardegna, gli scioperi nelle miniere di Montevecchio nel 1903 e l'Eccidio di Buggerru nel 1904, dove l'esercito sparò sui manifestanti uccidendo tre operai, ed evidenziano la tensione crescente che si andava creando tra lavoratori e datori di lavoro. Tali eventi culminarono nel primo sciopero generale nazionale, il 16 settembre 1904, proclamato dalla Camera del Lavoro di Milano, che durò sei giorni e portò alle dimissioni del capo del governo, Giovanni Giolitti.
In ambito agricolo, le mondine, lavoratrici stagionali nelle risaie del nord Italia, iniziarono a organizzarsi per rivendicare migliori condizioni di lavoro e salari equi. Le loro proteste contribuirono alla diffusione del movimento che chiedeva la riduzione della giornata lavorativa a otto ore, che trovò espressione nella celebre canzone tradizionale "Se otto ore vi sembran poche".

## La protesta
Lo sciopero delle piscinine del 1902 rappresenta un momento cruciale di presa di coscienza e rivendicazione da parte di queste giovani lavoratrici. 

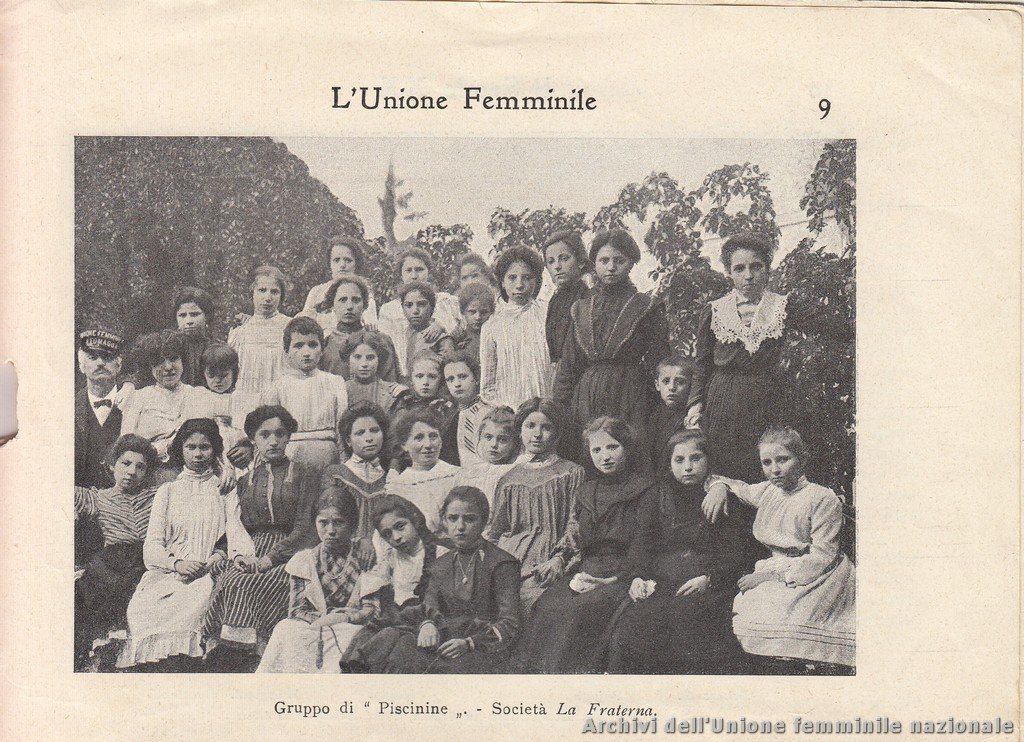
Gruppo di Piscinine, Società La Fraterna

La mobilitazione, nata da un'iniziativa autonoma delle giovani lavoratrici, cominciò il 23 giugno e durò circa dieci giorni; coinvolse fino a quattrocento partecipanti, note all’epoca con il termine dialettale di piscinine (letteralmente "piccoline" ma genericamente utilizzato per descrivere delle giovani apprendiste). Le ragazze sfilarono per le strade della città chiedendo salari minimi giornalieri, orari ridotti, straordinari domenicali, pause adeguate, carichi meno pesanti e condizioni più sostenibili per le consegne. .

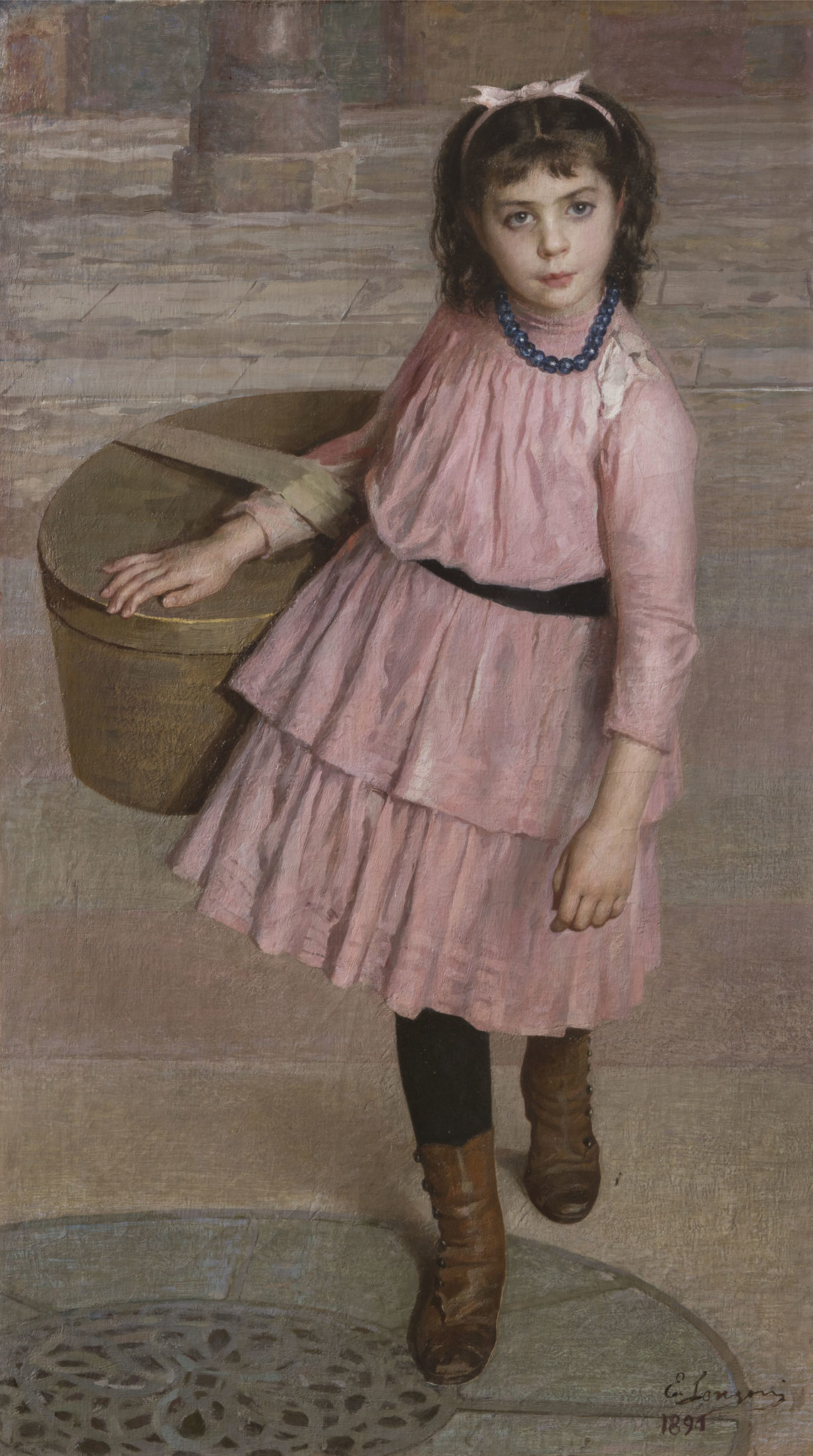
Emilio Longoni, La piscinina (1891)

Lo sciopero, che portò alla temporanea interruzione dell’attività di numerose botteghe artigiane, ricevette una limitata copertura dalla stampa e le sciperanti furono, per lo più, ridicolizzate e sprezzate dai cronisti dell'epoca. La protesta, però, suscitò l’immediata attenzione dell’Unione Femminile Nazionale, che ne sostenne le rivendicazioni e contribuì, l’anno successivo, alla fondazione della società di mutuo soccorso “La Fraterna”. L’episodio è oggi considerato uno dei rarissimi casi documentati, in Italia e in Europa, di sciopero minorile femminile avviato in modo indipendente, senza guida adulta o sindacale. La figura che guidò lo sciopero è identificata nella tredicenne (quattordicenne, secondo alcune fonti) Giovanna Lombardi detta Giovannina.
(Ersilia Bronzino, «Lo sciopero delle piscinine», in Unione femminile, 13-14/1902, p. 3.)

## Conseguenze della protesta
Lo sciopero delle piscinine del 1902 non portò a un miglioramento immediato e generalizzato delle condizioni lavorative delle apprendiste nei laboratori di moda milanesi, e molte delle rivendicazioni espresse — tra cui la richiesta di un salario minimo giornaliero di cinquanta centesimi — rimasero inascoltate. Tuttavia, l’eco della protesta contribuì a sensibilizzare l’opinione pubblica e attirò l’interesse dell’Unione Femminile Nazionale che, nel 1903, fondò la società di mutuo soccorso “La Fraterna”, finalizzata a offrire supporto concreto, come ad esempio l'istruzione serale e la tutela legale alle giovani lavoratrici. Il movimento delle piscinine si inserisce, inoltre, in un più ampio contesto di attenzione legislativa crescente verso il lavoro minorile.  
Nel 1902, a pochi giorni dalla conclusione dello sciopero, il Parlamento Italiano approvò una nuova legge, la Legge Carcano, che vietava il lavoro notturno per le donne e introduceva, per la prima volta, una regolamentazione specifica per il lavoro minorile femminile. Sebbene lo sciopero non sia direttamente menzionato nei dibattiti parlamentari, la sua vicinanza temporale e tematica a tali misure legislative è indicativa del clima di trasformazione in atto, e alcuni studiosi lo considerano un episodio emblematico della precoce coscienza di classe e delle istanze proto-femministe tra le lavoratrici più giovani dell’Italia industriale. 